# Frédéric Merkt
Frédéric Merkt (* 12. Juli 1966 in Neuchâtel) ist ein Schweizer Chemiker (Physikalische Chemie), der Hochschullehrer an der ETH Zürich ist.
Merkt erhielt 1988 sein Diplom in Chemie an der ETH Zürich und wurde 1992 an der Universität Cambridge promoviert. Als Post-Doktorand war er an der Universität Paris-Süd in Orsay, an der Universität Oxford (Junior Research Fellow am St. John’s College, 1992 bis 1995) und an der Stanford University (1994). Ab 1995 war er Assistenzprofessor für Physikalische Chemie an der ETH mit einer vollen Professur (Ordinarius) ab 1999.
1999 erhielt er den schweizerischen Latsis-Preis und den Alfred Werner Preis der Schweizer Chemischen Gesellschaft und 2004 den Akademiepreis der Berlin-Brandenburgischen Akademie der Wissenschaften. 2010 erhielt er die Carus-Medaille der Leopoldina und den Carus-Preis der Stadt Schweinfurt, 2012 den van´t Hoff Preis der Deutschen Bunsengesellschaft und 2014 den Otto-Bayer-Preis. Außerdem erhielt er 2010 den William F. Meggers Award der Optical Society of America.
Merkt befasst sich mit der elektronischen Struktur und Dynamik von Molekülen und Atomen in der Gasphase mit hochauflösender Spektroskopie insbesondere hochangeregte Zustände (Rydberg-Zustände) und Wechselwirkung mit kurzwelliger Strahlung (Photoionisation, Photoelektronen-Spektroskopie, Extrem-UV-Laser (XUV)), reaktive Zustände (wie freie Radikale), Jahn-Teller-Effekt und Rotations-Schwingungs-Wechselwirkungen, atomare und molekulare Optik und physikalische Chemie von Atomen und Molekülen bei niedrigen Temperaturen.
Merkt ist Mitglied der Leopoldina, der Berlin-Brandenburgischen Akademie der Wissenschaften, Fellow der Optical Society of America und Mitglied der European Physical Society. 2008 bis 2011 war er Präsident der Abteilung Chemische Forschung der Schweizer Chemischen Gesellschaft. 2008 erhielt er einen ERC Advanced Grant.
Merkt ist Mitherausgeber des European Physical Journal D und war 2003 bis 2007 Mitherausgeber von Molecular Physics.